# کوکوی دم‌بادبزنی
کوکوی دم‌بادبزنی (نام علمی: Cacomantis flabelliformis) نام یک گونه از تیره کوکو است. این گونه در استرالیا، فیجی، اندونزی، کالدونیای جدید، نیوزیلند، پاپوآ گینه نو، جزایر سلیمان، و وانواتو حضور دارد. زیستگاه طبیعی این گونه جنگل‌های نواحی باتلاقی، مناطق گرمسیری و نیمه‌گرمسیری و باغ‌ها است.